# St.-Wolfgangs-Kapelle (Aichstetten)

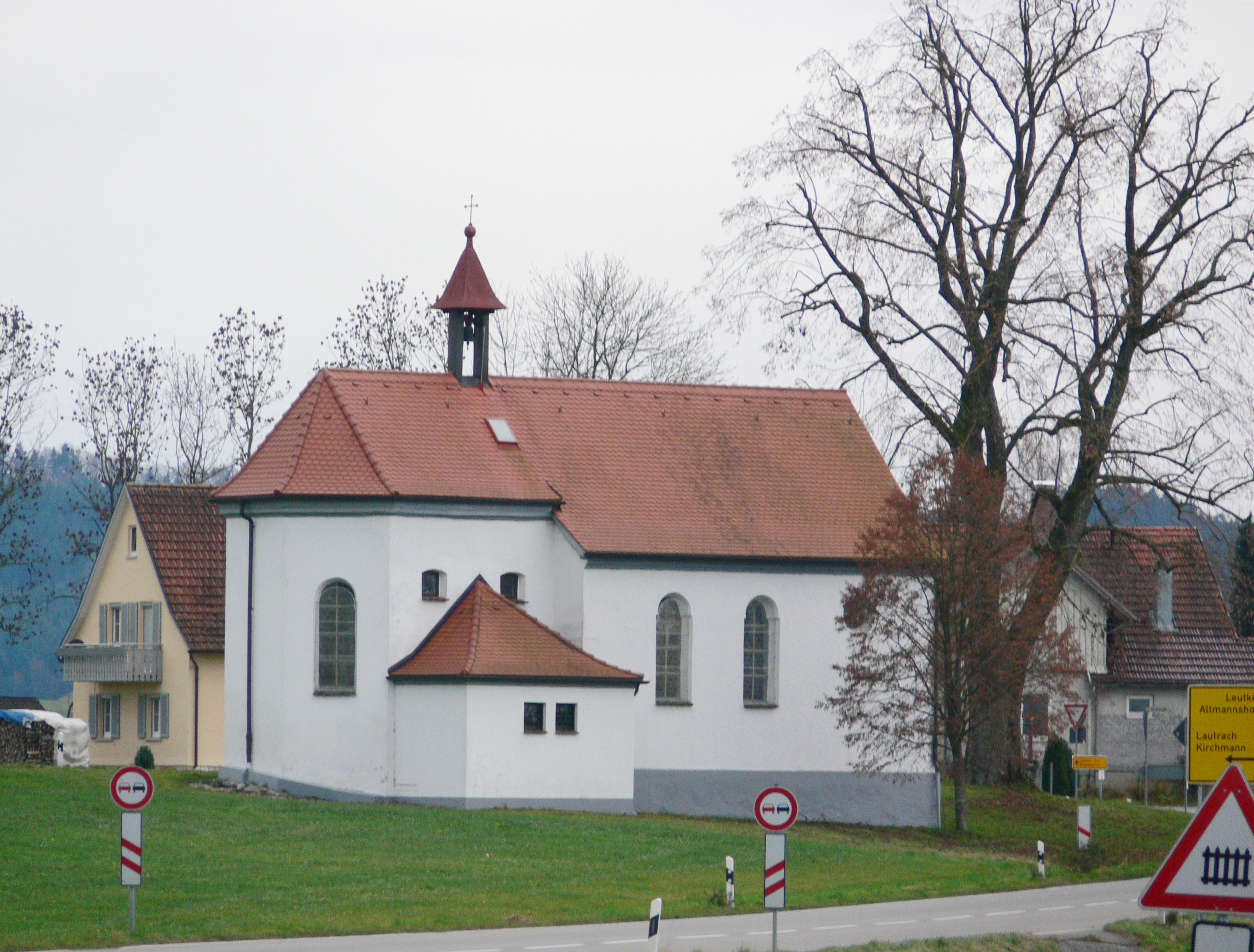
St.-Wolfgangs-Kapelle (2008)

Die St.-Wolfgangs-Kapelle ist eine Kapelle in Aichstetten im Landkreis Ravensburg in Oberschwaben. Sie liegt am Ostrand der Gemeinde am Abzweig der Kreisstraße 7921 und der Landstraße 260 nach Aitrach.

## Geschichte
Aichstetten gehörte zum Zeitpunkt des barocken Umbaus der Kapelle in den Jahren 1711 bis 1719 zum Territorium des Hauses Waldburg.
Der Brand eines heute nicht mehr vorhandenen Anbaus, einer Messner-Unterkunft (Eremitenhaus), beschädigte 1950 den Dachstuhl. 1990 schenkte die katholische Kirchengemeinde Aichstetten das Gotteshaus der Evangelischen Kirchengemeinde von Aitrach. Es ist seitdem neben dem Gemeindesaal in Tannheim und dem Gemeindehaus Aitrach Predigtort der Evangelischen Kirchengemeinde Aitrach innerhalb der Evangelischen Landeskirche in Württemberg.
2020 wurde eine Sanierung beschlossen, die innerhalb von vier Jahren erfolgen sollte.

## Bau
Der eingezogene Chor ist gewölbt. An die Kapelle angebaut ist ein Rest eines Eremiten- später Mesnerhauses. Innerhalb der großzügigen Kapelle befinden sich drei Altäre und eine Empore. Einen Geißelheiland hat laut Pfarrchronik ein Bruder Antonius von einer Wallfahrt zur Wallfahrtskirche zum gegeißelten Heiland mitgebracht.

## Trivia
Möglicherweise stammt das Altarblatt mit der Darstellung der drei Hauspatrone Willibald, Wunibald und Walburga des Adelshauses Waldburg-Zeil in der Kapelle von Starkenhofen aus der St. Wolfgangs-Kapelle Aichstetten.